# اشغال شبه‌جزیره سینا توسط اسرائیل
صحرای سینا که بخشی از مصر است، از زمان آغاز درگیری اعراب و اسرائیل دو بار توسط اسرائیل اشغال شده است: اولین اشغال از اکتبر ۱۹۵۶ تا مارس ۱۹۵۷ ادامه داشت و دومین اشغال از ژوئن ۱۹۶۷ تا آوریل ۱۹۸۲ به طول انجامید.
اسرائیل ابتدا در جریان بحران سوئز، سینا را تصرف کرد، هنگامی که در واکنش به محاصره محاصره اسرائیل توسط مصر از طریق کانال سوئز و تنگه تیران به مصر حمله کرد. مصری‌ها از سال ۱۹۴۹ آزادی ناوبری اسرائیل را در این مسیرها محدود کرده بودند که بر توانایی این کشور در واردات و صادرات کالاها در طول دوره ریاضت اقتصادی در اسرائیل تأثیر گذاشته بود. اگرچه این اشغال به اسرائیل اجازه داد تا تنگه تیران را دوباره باز کند، اما کانال سوئز تا سال ۱۹۵۷ بسته ماند، زمانی که نیروهای اسرائیلی از مصر عقب‌نشینی کردند.
در اواسط دهه ۱۹۶۰، با وجود هشدارهای مقامات اسرائیلی مبنی بر اینکه محاصره مجدد به منزله جنگ خواهد بود، مصر دوباره محاصره را اعمال کرد و در نتیجه سینا را در جنگ ۱۹۶۷ اعراب و اسرائیل از دست داد. مشابه قبل، اشغال اسرائیل باعث شد که تنگه تیران دوباره باز شود، اما این بار نیز کانال سوئز تا سال ۱۹۷۵ بسته ماند. در طول سه سال بعد، مصر برای بازپس‌گیری سرزمین از دست‌رفته، جنگ ناموفق جنگ فرسایشی را علیه اسرائیل به راه انداخت. بعدها، حمله گسترده نظامی مصر علیه اسرائیل، معروف به عملیات بدر، موجب جنگ ۱۹۷۳ اعراب و اسرائیل شد که با تسلط مصر بر بیشتر ساحل شرقی کانال سوئز پایان یافت.
تا سال ۱۹۷۹، ایالات متحده با موفقیت معاهده صلح مصر و اسرائیل را میانجی‌گری کرد: مصری‌ها اسرائیل را به‌عنوان یک کشور مستقل به رسمیت شناختند، تنگه تیران و خلیج عقبه را به‌عنوان آبراه‌های بین‌المللی پذیرفتند و موافقت کردند که در امتداد مرز اسرائیل منطقه را غیرنظامی کنند. در مقابل، اسرائیل موافقت کرد که تمام غیرنظامیان و سربازان خود را از صحرای سینا خارج کرده و آن را به مصر بازگرداند. در ۲۵ آوریل ۱۹۸۲، عقب‌نشینی اسرائیل به پایان رسید و از آن زمان مصر سینا را غیرنظامی نگه داشته است که این اولین نمونه از صلح میان اسرائیل و یک کشور عربی محسوب می‌شود.
بین سال‌های ۱۹۶۷ و ۱۹۸۲، در مجموع ۱۸ شهرک اسرائیلی در سراسر صحرای سینا ساخته شد که عمدتاً در امتداد خلیج عقبه و مناطق جنوب نوار غزه اشغالی مصر قرار داشتند. علاوه بر این، اسرائیل دو پایگاه نیروی هوایی اسرائیل، یک پایگاه نیروی دریایی اسرائیل و تعدادی دیگر از تأسیسات دولتی و نظامی از جمله بیشتر منابع نفتی تحت کنترل اسرائیل را تخریب کرد.

## پیش‌زمینه

### بحران سوئز (۱۹۵۶)
نیروهای اسرائیل برای نخستین بار شبه‌جزیره سینای مصر را در جریان بحران سوئز در اکتبر تا نوامبر ۱۹۵۶ تصرف کردند. تحت فشار شدید بین‌المللی، نیروهای اسرائیلی در مارس ۱۹۵۷ عقب‌نشینی کردند، اما پیش از خروج، نقشه‌برداری گسترده‌ای از منطقه انجام دادند و مخفیگاه‌های تأمین تدارکات برای جنگ بعدی ایجاد کردند. به عنوان بخشی از شرایط عقب‌نشینی اسرائیل، شبه‌جزیره سینا غیرنظامی شد و نیروی پاسدار صلح یوان‌ای‌اف برای نظارت بر مرز میان اسرائیل و مصر در آنجا مستقر شد.

### جنگ شش‌روزه تا عقب‌نشینی اسرائیل (۱۹۶۷–۱۹۸۲)
در مه ۱۹۶۷، رئیس‌جمهور مصر، جمال عبدالناصر، دستور خروج نیروهای سازمان ملل را صادر کرد و نیروهای مصری را به این منطقه اعزام کرد. اسرائیل که وقوع جنگ را قریب‌الوقوع می‌دانست، در نهایت یک حمله پیشگیرانه علیه مصر انجام داد که به آغاز جنگ شش‌روزه انجامید. ظرف سه روز، اسرائیل بیشتر شبه‌جزیره سینا را اشغال کرد.
پس از تصرف و اشغال سینا توسط اسرائیل، مصر جنگ فرسایشی (۱۹۷۰–۱۹۶۷) را با هدف وادار کردن اسرائیل به عقب‌نشینی از شبه‌جزیره سینا آغاز کرد. این جنگ شامل درگیری‌های گسترده‌ای در منطقه کانال سوئز بود که از نبردهای محدود تا درگیری‌های وسیع متغیر بود. گلوله‌باران اسرائیل علیه شهرهای پورت‌سعید، اسماعیلیه و سوئز در ساحل غربی کانال، تلفات غیرنظامی بسیاری به همراه داشت (از جمله ویرانی تقریباً کامل شهر سوئز) و باعث آوارگی ۷۰۰٬۰۰۰ نفر از مردم مصر شد. در نهایت، این جنگ در سال ۱۹۷۰ بدون تغییری در خط مقدم به پایان رسید.
در ۶ اکتبر ۱۹۷۳، مصر «عملیات بدر» را برای بازپس‌گیری شبه‌جزیره سینا آغاز کرد، در حالی که سوریه همزمان عملیاتی برای بازپس‌گیری بلندی‌های جولان اجرا کرد و این آغاز جنگ یوم کیپور (که در مصر و بیشتر کشورهای اروپایی به عنوان «جنگ اکتبر» شناخته می‌شود) بود. کانال سوئز در سال ۱۹۷۵ بازگشایی شد و انور سادات، رئیس‌جمهور مصر، نخستین کاروان را سوار بر یک ناوشکن مصری از کانال عبور داد. در سال ۱۹۷۹، مصر و اسرائیل یک معاهده صلح امضا کردند که بر اساس آن اسرائیل موافقت کرد که از کل شبه‌جزیره سینا عقب‌نشینی کند. اسرائیل در چندین مرحله از این منطقه خارج شد و روند خروج در ۲۶ آوریل ۱۹۸۲ به پایان رسید.

## شهرک‌های اسرائیلی

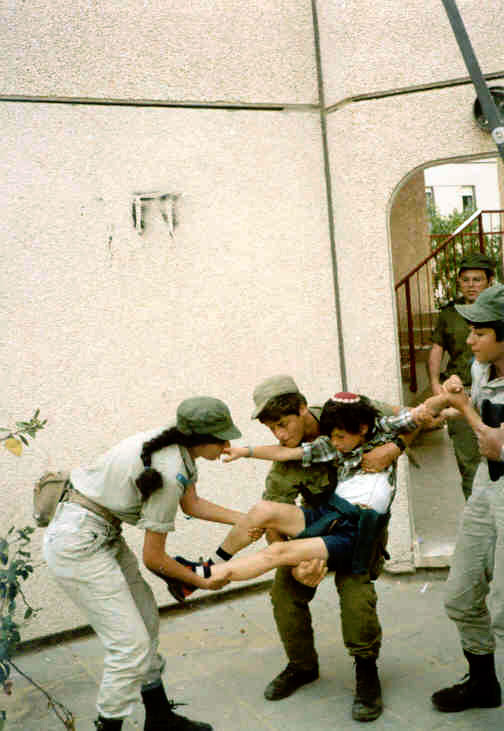
نیروهای اسرائیلی در حال تخلیه اجباری شهرک یامیت، آوریل ۱۹۸۲

شهرک‌های اسرائیلی در شبه‌جزیره سینا به دو منطقه تقسیم شده بودند: یکی در امتداد سواحل دریای مدیترانه و دیگری در امتداد خلیج عقبه. اسرائیل برنامه‌هایی برای توسعه شهرک یامیت به شهری با جمعیت حداکثر ۲۰۰٬۰۰۰ نفر داشت. جمعیت واقعی یامیت هرگز از ۳٬۰۰۰ نفر فراتر نرفت.
شهرک‌های منطقه یامیت پیش از عقب‌نشینی توسط اسرائیل تخریب شدند، اما شهرک‌های واقع در امتداد خلیج عقبه شامل عوفیرا (شرم‌الشیخ)، دی زهاو (دهب) و نویوت (نویبع) دست‌نخورده باقی ماندند و پس از عقب‌نشینی اسرائیل، مصر این مناطق را بیشتر توسعه داد.
1. ↑  "Upon completion of the interim withdrawal provided for in Annex I, the parties will establish normal and friendly relations, in accordance with Article III (3)." Frank Thompson (1978). Jimmy Carter. US Government Printing Office. p. 496. ISBN 0-16-058935-5.
2. ↑  Spencer, Tucker. Encyclopedia of the Arab-Israeli Conflict. p. 175.
3. ↑  "War of Attrition". Encyclopædia Britannica.
4. ↑  Shipler, David K. (1982-04-26). "Israeli Completes Pullout, Leaving Sinai to Egypt". The New York Times (به انگلیسی). ISSN 0362-4331. Retrieved 2019-06-04.
5. ↑  Middle East Research and Information Project (MERIP) (1977) MERIP Reports 60, p. 20
6. ↑  The Arab–Israeli Dilemma (Contemporary Issues in the Middle East), Syracuse University Press; 3rd edition (August, 1985 شابک ‎۰−۸۱۵۶−۲۳۴۰−۲
7. ↑  Kintera.org—The Giving Communities بایگانی‌شده  در ۲۰۰۶-۰۳-۰۱ توسط Wayback Machine. Theisraelproject.org. Retrieved on 2012-01-15.